# Leia setosicauda
Leia setosicauda är en tvåvingeart som beskrevs av Edwards 1933. Leia setosicauda ingår i släktet Leia och familjen svampmyggor.
Artens utbredningsområde är Bolivia. Inga underarter finns listade i Catalogue of Life.